# منتخب سلوفاكيا لكرة قدم الصالات
منتخب سلوفاكيا لكرة قدم الصالات (بالسلوفاكية: Slovenské národné futsalové družstvo mužov)‏ هو ممثل سلوفاكيا الرسمي في المنافسات الدولية في كرة الصالات .